# العلاقات الأسترالية البوسنية
العلاقات الأسترالية البوسنية هي العلاقات الثنائية التي تجمع بين أستراليا والبوسنة والهرسك.

## مقارنة بين البلدين
هذه مقارنة عامة ومرجعية للدولتين:
| وجه المقارنة                                              | أستراليا                                   | البوسنة والهرسك                                             |
| --------------------------------------------------------- | ------------------------------------------ | ----------------------------------------------------------- |
| المساحة (كم2)                                             | 7.69 مليون                                 | 51.20 ألف                                                   |
| عدد السكان (نسمة)                                         | 24.51 مليون                                | 3.51 مليون                                                  |
| الكثافة السكانية (ن./كم²)                                 | 3.19                                       | 68.55                                                       |
| العاصمة                                                   | كانبرا، ملبورن                             | سراييفو                                                     |
| اللغة الرسمية                                             | لغة إنجليزية                               | اللغة البوسنوية، اللغة الكرواتية، اللغة الصربية             |
| العملة                                                    | دولار أسترالي، جنيه إسترليني، جنيه أسترالي | مارك بوسني                                                  |
| الناتج المحلي الإجمالي (بليون دولار)                      | 1.32 تريليون                               | 18.17 مليار                                                 |
| الناتج المحلي الإجمالي (تعادل القوة الشرائية) بليون دولار | 1.10 تريليون                               | 41.35 مليار                                                 |
| الناتج المحلي الإجمالي الاسمي للفرد دولار أمريكي          | 56.31 ألف                                  | 4.25 ألف                                                    |
| الناتج المحلي الإجمالي للفرد دولار أمريكي                 | 45.92 ألف                                  | 10.43 ألف                                                   |
| مؤشر التنمية البشرية                                      | 0.939                                      | 0.733                                                       |
| رمز المكالمات الدولي                                      | +61                                        | +387                                                        |
| رمز الإنترنت                                              | .au                                        | .ba                                                         |
| المنطقة الزمنية                                           |                                            | توقيت وسط أوروبا، ت ع م+01:00، ت ع م+02:00، أوروبا/سراييفو ‏ |

## منظمات دولية مشتركة
يشترك البلدان في عضوية مجموعة من المنظمات الدولية، منها:
| علم المنظمة | اسم المنظمة                               | تاريخ انضمام أستراليا | تاريخ انضمام البوسنة والهرسك |
| ----------- | ----------------------------------------- | --------------------- | ---------------------------- |
|             | يونسكو                                    | 4 نوفمبر 1946         | 2 يونيو 1993                 |
|             | مؤسسة التمويل الدولية                     | 20 يوليو 1956         | 25 فبراير 1993               |
|             | المركز الدولي لتسوية المنازعات الاستشارية | 1 يونيو 1991          | 13 يونيو 1997                |
|             | منظمة حظر الأسلحة الكيميائية              | ?                     | ?                            |
|             | مؤسسة التنمية الدولية                     | 24 سبتمبر 1960        | 25 فبراير 1993               |
|             | وكالة ضمان الاستثمار متعدد الأطراف        | 10 فبراير 1999        | 19 مارس 1993                 |
|             | الاتحاد البريدي العالمي                   | ?                     | ?                            |
|             | منظمة الشرطة الجنائية الدولية             | ?                     | ?                            |
|             | الأمم المتحدة                             | 1 نوفمبر 1945         | 22 مايو 1992                 |
|             | الاتحاد الدولي للاتصالات                  | 27 مايو 1878          | 20 أكتوبر 1992               |
|             | البنك الدولي للإنشاء والتعمير             | 5 أغسطس 1947          | 25 فبراير 1993               |

## أعلام
هذه قائمة لبعض الشخصيات التي تربطها علاقات بالبلدين:
- أجلا توملجانوفيتش (لاعبة كرة مضرب كرواتية، 7 مايو 1993 – )
- أزرا هاجيتش (لاعبة كرة مضرب أسترالية، 26 نوفمبر 1994 – )
- أندريه بيجيك (28 أغسطس 1991 – )
- أيدين هروستيتش (لاعب كرة قدم أسترالي، 5 يوليو 1996[27] – )
- إيلي بابالج (لاعب كرة قدم أسترالي، 21 فبراير 1992[28] – )
- بيرنارد توميتش (لاعب كرة مضرب أسترالي، 21 أكتوبر 1992 – )
- جوسيب سيمونيتش (لاعب كرة قدم كرواتي، 18 فبراير 1978[29] – )
- دينو جولبيك (لاعب كرة قدم أسترالي، 16 فبراير 1983[30] – )
- رشاد ستريك (ممثل أسترالي، 22 يونيو 1981[31] – )
- مارينكو ماتوسيفيتش (لاعب كرة مضرب أسترالي، 8 أغسطس 1985 – )
- مونيكا رادولوفيتش (24 ديسمبر 1989 – )

## وصلات خارجية
- موقع وزارة الخارجية الأسترالية
- موقع وزارة الخارجية البوسنية